# Cumbre de las Azores

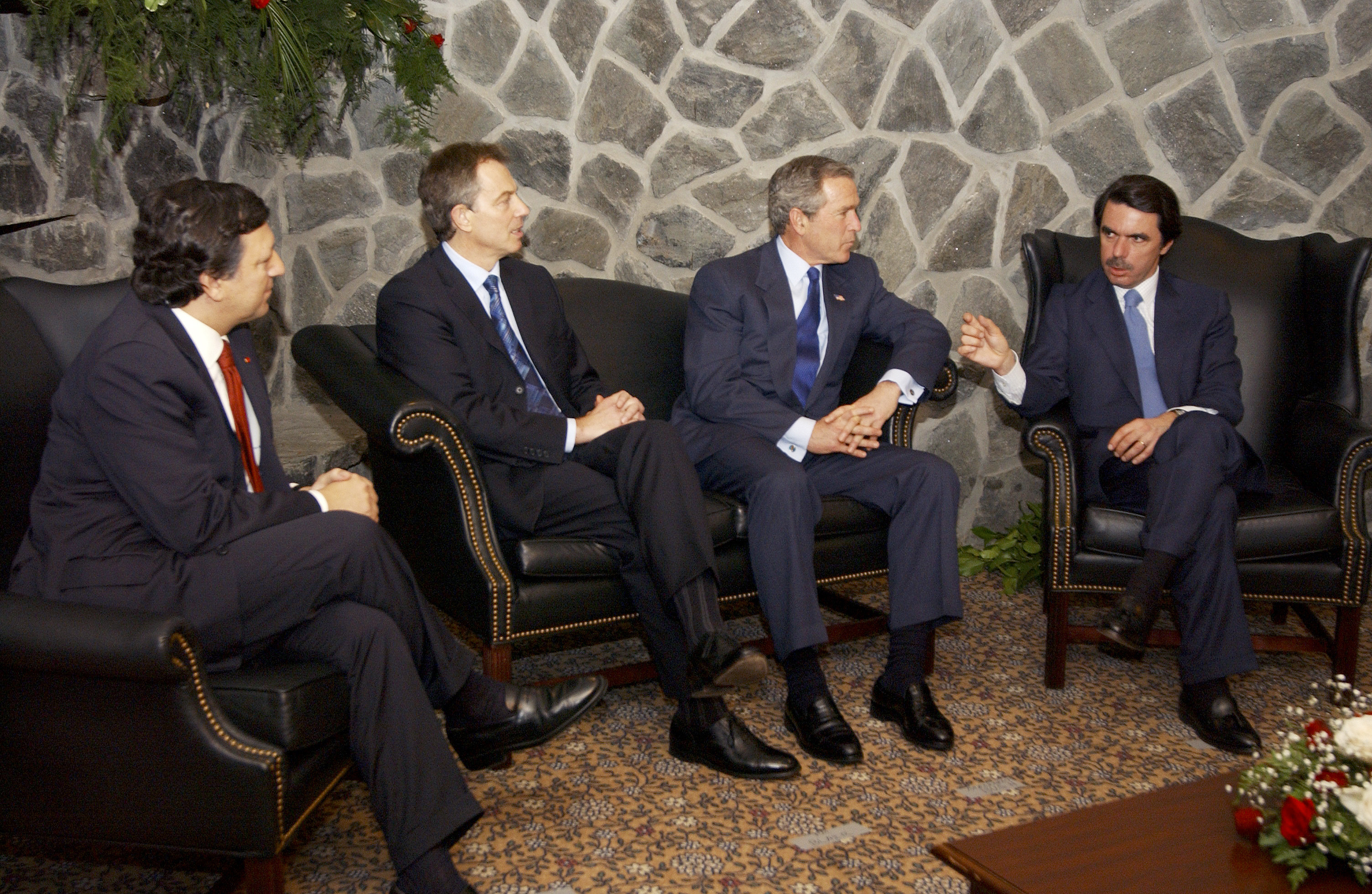
George W. Bush, Tony Blair, José María Aznar y José Manuel Durão Barroso en la Cumbre de las Azores.

La Cumbre de las Azores fue una reunión mantenida en la base aérea de Lajes, en la Isla Terceira de las islas Azores el 16 de marzo de 2003 por los jefes de gobierno de Estados Unidos (George W. Bush), Reino Unido (Tony Blair), España (José María Aznar) y Portugal (José Manuel Durão Barroso) -quien ejercía además de anfitrión- previa a la Invasión de Irak el 20 de marzo de 2003.
En la Cumbre de las Azores se adoptó la decisión de lanzar un ultimátum de 24 horas al régimen iraquí encabezado por Saddam Hussein para su desarme, bajo amenaza de declaración de guerra. En España la cumbre de las Azores fue muy criticada y, según algunos expertos, supuso un punto de inflexión que marcó el inicio de la caída del PP, que se acentuaría aún más con el 11-M.
El ultimátum finalmente desembocó en la invasión de Irak (Operación Libertad Iraquí) por una coalición internacional de países sin el respaldo explícito de la Organización de las Naciones Unidas, aunque se ampararon en la Resolución del Consejo de Seguridad de las Naciones Unidas número 1441, 1483 y 1511.

## Declaraciones de la Cumbre de las Azores en relación con Irak
En la Cumbre de las Azores se produjeron dos declaraciones: Una visión para Irak y el pueblo iraquí y  Compromiso con la solidaridad transatlántica.

### Una visión para Irak y el pueblo iraquí
En esta declaración se argumenta la necesidad de liberar al pueblo iraquí del régimen de Sadam Hussein.

### Compromiso con la solidaridad transatlántica
Aparte del ultimátum, la Cumbre de las Azores aprobó una declaración sobre la solidaridad transatlántica en la que los firmantes pretendían declarar sus puntos de vista particulares sobre los valores comunes a ambos lados del Atlántico de la democracia, la libertad y el Estado de derecho, y que juntos harían frente a las dos amenazas del siglo XXI el terrorismo y la proliferación de armas de destrucción masiva.

## Consecuencias
La Cumbre de las Azores es el preludio a la Invasión de Irak de 2003 y su posterior ocupación y la prolongación hasta el 19 de agosto de 2010 de la Guerra de Irak.

### La ocupación militar no encontró armas de destrucción masiva
No se demostró la existencia de armas químicas (armas de destrucción masiva) en Irak, principal argumento que se esgrimió para la declaración de guerra. También se vinculó la invasión de Irak a la solución del conflicto árabe-israelí, la nueva estrategia geopolítica de Estados Unidos, los grandes intereses económicos petroleros en la zona y un campo de pruebas real para la industria militar estadounidense, la cual constituye una parte muy importante de su producto interior bruto.

### Retirada de las tropas y fin de la guerra
El viernes 27 de febrero de 2009 el presidente de los Estados Unidos, Barack Obama, anunció el retiro de sus tropas para el día lunes 31 de agosto de 2010, aunque quedarían 50.000 soldados hasta el sábado 31 de diciembre de 2011. No sería hasta 2015 cuando Tony Blair reconocería que fue un error invadir Irak.